# Stanwellia bipectinata
Stanwellia bipectinata là một loài nhện trong họ Nemesiidae.
Stanwellia bipectinata được miêu tả năm 1945 bởi Todd.